# Empis eupeza
Empis eupeza är en tvåvingeart som beskrevs av Friedrich Hermann Loew 1874. Empis eupeza ingår i släktet Empis och familjen dansflugor. Inga underarter finns listade i Catalogue of Life.